# 熒幕八爪娛
《熒幕八爪娛》，是加拿大新時代電視的一個長壽娛樂新聞節目，逢星期日晚上19:40播出。節目在1996年啟播，模式與香港無綫電視已停播節目《K-100》相近，內容是報道新時代電視以及同屬新時代傳媒集團的城市電視和加拿大中文電台的節目動向和大型活動。此外，節目也介紹溫哥華和多倫多兩地活動消息和城中盛事，也會訪問從大中華地區到訪兩地的藝人，探視他們的最新動向和他們在加拿大的活動。
節目啟播時，新時代電視於溫哥華和多倫多作分途廣播，兩地訊號的節目編排亦有所不同，因此節目最初亦分為溫哥華版和多倫多版，由兩地不同的主持介紹兩地不同內容。兩地訊號逢周四晚上22:00分別廣播自己城市的版本，到了周六晚上18:00就會播出對方城市的版本。不過，由於新時代電視只有一個全國性收費電視台牌照，加拿大視訊委員會於2001年裁定分途廣播安排違反該台的牌照條款，並下令即時放棄此安排並恢復全國聯播。節目因此於同年7月改以單一版本全國播放，頭15分鐘由多倫多主持人介紹多倫多的消息，之後的15分鐘就由溫哥華主持人介紹溫哥華的消息。
2002年11月起，節目時間更改至逢周日晚上19:40播出。

## 主持
主持人有時會兼任記者訪問各方人士。

### 現任主持人
| 姓名   | 所在地區 | 加入年份 | 入行經過                                                            |
| 徐偉棟 | 溫哥華   | 2009年   | - 2009年《新秀歌唱大賽溫哥華選拔賽》進入決賽                        |
| 何衍信 | 溫哥華   | 2009年   | - 2009年《新秀歌唱大賽溫哥華選拔賽》進入決賽                        |
| 謝展基 | 溫哥華   | 2008年   | - 2005年《Sunshine Boyz》入圍                                       |
| 陳本岡 | 溫哥華   | 2008年   | - 2004年加拿大中文電台AM1470《後浪DJ訓練班 - Radio Idol》前三甲之一 |
| 甄嘉亮 | 溫哥華   | 2008年   | - 2008年《新秀歌唱大賽溫哥華選拔賽》進入決賽                        |
| 丘嘉玲 | 多倫多   | 2007年   | - 2007年《多倫多華裔小姐競選》進入決賽                              |
| 侯薔薔 | 多倫多   | 2007年   | - 2007年《多倫多華裔小姐競選》亞軍                                  |
| 陳銘莉 | 多倫多   | 2007年   | - 2007年《新秀歌唱大賽多倫多選拔賽》亞軍                            |
| 何偉圖 | 多倫多   | 2007年   | - 2007年《新秀歌唱大賽多倫多選拔賽》季軍                            |
| 張葆頤 | 溫哥華   | 2006年   | - 2005年《新秀歌唱大賽溫哥華選拔賽》進入決賽                        |
| 莊子軒 | 多倫多   | 2005年   | - 2005年《新秀歌唱大賽多倫多選拔賽》季軍                            |
| 劉家逸 | 溫哥華   | 2004年   | - 2004年加拿大中文電台AM1470《後浪DJ訓練班》學員                    |

### 歷任主持人
由於熒幕八爪娛是一個長壽節目，所以多年來歷任主持人多不勝數，而他們有很多在離開之後，不約而同前往香港演藝圈發展，並得出不錯的成績。

#### 1996年-2000年加入
| 姓名   | 所在地區 | 參與年份      | 入行經過                                     | 現況                                                                                                   |
| 黃德几 | 多倫多   | 1996年-1998年 |                                              | - 回港發展 - 現為金利豐證券研究部執行董事 - 香港著名股評人 - 主持多個電視及電台節目 - 撰寫多個報刊專欄 |
| 楊宜文 | 溫哥華   | 1996年-1998年 |                                              | - 回港發展                                                                                             |
| 倪啟瑞 | 溫哥華   | 1996年-1998年 |                                              | - 回港發展 - 加入新城電台                                                                              |
| 岑恩鎏 | 多倫多   | 1997年-2000年 |                                              | |
| 李潤庭 | 溫哥華   | 1998年-2002年 |                                              | - 前温哥華的新時代電視新聞主播 - 已回港發展 - 前亞洲電視新聞主播 - 前有線電視娛樂新聞台主播            |
| 梁敏賢 | 溫哥華   | 1998年-2002年 |                                              | |
| 區念慈 | 溫哥華   | 1998年-2003年 | - 1998年《溫哥華華裔小姐競選》季軍           | |
| 嚴 峻  | 溫哥華   | 1999年-2000年 |                                              | |
| 何紹文 | 溫哥華   | 2000年-2001年 |                                              | |
| 邱穟恆 | 溫哥華   | 2000年-2002年 | - 2000年《新秀歌唱大賽溫哥華選拔賽》亞軍     | - 公主郵輪娛樂部節目總監                                                                               |
| 曾穎妍 | 溫哥華   | 2000年-2002年 | - 2000年《新秀歌唱大賽溫哥華選拔賽》進入決賽 | |

#### 2001年-2005年加入
| 姓名   | 所在地區       | 參與年份      | 入行經過                                         | 現況 |
| 畢蕾蕾 | 溫哥華         | 2001年-2002年 | - 新時代電視新聞部《天氣預報》主播               | - 回港發展 - 加入拍賣行佳士得任职中国书画鑑定師 |
| 侯佳慧 | 溫哥華         | 2001年-2003年 |                                                  | - 回港發展 - 現加入無綫娛樂新聞台 |
| 黃子俊 | 溫哥華         | 2001年-2003年 |                                                  | - 回港發展 - 前有線電視娛樂新聞台主播 - 現為餐館東主                                                                                                |
| 關曉彤 | 多倫多         | 2001年-2003年 |                                                  | |
| 蕭嘉俊 | 多倫多         | 2001年-2004年 | - 2000年《新秀歌唱大賽多倫多選拔賽》 入選決賽    | - 回港發展 - 曾在2005年加入無綫娛樂新聞台 - 2006年回歸新時代電視 - 回歸主持熒幕八爪娛直至2007年底 - 現仍為新時代電視藝人 - 為大城小聚主持人         |
| 梁耀寧 | 多倫多         | 2001年-2004年 |                                                  | |
| 李慧雅 | 多倫多         | 2001年-2005年 |                                                  | - 現仍為新時代電視藝人 |
| 陳貝兒 | 溫哥華         | 2002年-2003年 |                                                  | - 回港發展 - 前有線電視娛樂新聞台主播 - 現為無綫電視藝人                                                                                            |
| 劉亮   | 溫哥華         | 2002年-2003年 |                                                  | |
| 關逸揚 | 溫哥華         | 2002年-2003年 | - 1999年加拿大中文電台AM1470《後浪DJ訓練班》學員 | - 曾為溫哥華的電台節目主持和化妝師 - 現已回港發展，主要參演舞台劇，如：一人戀愛，我的基本生活等，亦拍攝電影，如：電影「愛到盡」，新作「志明與春嬌」 |
| 張立熙 | 多倫多         | 2003年-2005年 |                                                  | |
| 張瑋恩 | 溫哥華         | 2003年-2006年 | - 2001年《新秀歌唱大賽溫哥華選拔賽》冠軍         | |
| 吳嘉栩 | 多倫多         | 2003年-2007年 |                                                  | |
| 何詠雯 | 溫哥華         | 2003年-2006年 | - 2003年《新秀歌唱大賽溫哥華選拔賽》入選決賽     | - 回港發展 - 現加入無綫娛樂新聞台 |
| 張雅淇 | 溫哥華、多倫多 | 2003年-2006年 | - 2003年《溫哥華華裔小姐競選》友誼小姐           | |
| 張梓欣 | 溫哥華         | 2003年-2009年 |                                                  | |
| 陳茵媺 | 多倫多         | 2004年-2005年 | - 2004年《多倫多華裔小姐競選》入選決賽           | - 回港發展 - 參選2006年《香港小姐競選》得冠軍 - 現為無綫電視藝人                                                                                    |
| 周家蔚 | 多倫多         | 2004年-2006年 | - 2004年《多倫多華裔小姐競選》入選決賽           | - 回港發展 - 參選2006年《香港小姐競選》得亞軍 - 現為無綫電視藝人                                                                                    |
| 李明輝 | 溫哥華         | 2004年-2008年 | - 2004年《新秀歌唱大賽溫哥華選拔賽》入選決賽     | |

#### 2006年-2009年加入
| 姓名   | 所在地區 | 參與年份      | 入行經過                                                                  | 現況 |
| 張嘉兒 | 溫哥華   | 2006年-2007年 | - 2005年《溫哥華華裔小姐競選》獲得神采飛揚獎                              | - 回港發展 - 參選2007年《香港小姐競選》得冠軍 - 2007年《世界小姐競選》獲「愛心小姐」獎項，並入圍前16名 - 2008年《國際中華小姐》得亞軍 - 現為無綫電視藝人                |
| 蕭嘉俊 | 多倫多   | 2006年-2007年 | - 2000年《新秀歌唱大賽多倫多選拔賽》 入選決賽                             | - 仍為新時代電視藝人 - 現為大城小聚主持人 |
| 黃潔華 | 溫哥華   | 2006年-2007年 | - 2005年《溫哥華華裔小姐競選》友誼小姐                                    | |
| 杜光庭 | 多倫多   | 2006年-2007年 |                                                                           | - 回港發展 - 加入香港商業電台 |
| 顏子菲 | 多倫多   | 2006年-2008年 | - 2006年《多倫多華裔小姐》亞軍                                            | - 回港發展 - 參選2008年亞洲小姐競選最亞軍 - 現為亞洲電視藝人 |
| 陳星南 | 溫哥華   | 2006年-2008年 | - 2004年加拿大中文電台AM1470 - 《後浪DJ訓練班 - Radio Idol》前三甲之一    | - 回港發展 - 現為香港大律師 |
| 倪晨曦 | 多倫多   | 2006年-2009年 | - 2005年《多倫多華裔小姐競選》冠軍                                        | - 回港發展 - 參選2006年國際華裔小姐 - 前五名 - 現為寰宇旗下藝人 |
| 李靄璣 | 溫哥華   | 2007年-2008年 | - 2004年加拿大中文電台AM1470 - 《後浪DJ訓練班 - Radio Idol》入圍          | - 回港發展 - 現為無綫電視藝人 - 2008北京奧運會無綫電視記者 - 2009香港東亞運無綫電視記者 - TVB體育世界主持 - TVB NBA節目及直播賽事主持 - TVB高清翡翠台財經節目創富坊主持 |
| 毛嘉利 | 溫哥華   | 2007年-2009年 |                                                                           | |
| 阿 晨  | 溫哥華   | 2008年-2009年 | - 2002年加拿大中文電台AM1470 - 《後浪DJ訓練班》 - 加拿大中文電台AM1470 DJ | - 回港發展 - 加入香港電台 |
| 郭鈺淳 | 溫哥華   | 2008年-2009年 | - 2008年新秀歌唱大賽溫哥華選拔賽 入選決賽                                 | |

## 外部連結
- 熒幕八爪娛節目重温
- 互联网电影数据库（IMDb）上《What's On 熒幕八爪娛》的资料（英文）